# Francesco Abrignani
Francesco Abrignani (Palermo, 12 marzo 1980) è un fumettista italiano.

## Biografia
Nato in Sicilia, si trasferisce a Milano nel 1999 dove studia alla Scuola del Fumetto. Assecondando la propria inclinazione naturale, perfeziona progressivamente uno stile prevalentemente umoristico dal segno morbido. All'inizio degli anni 2000 collabora con alcune casa editrici come la Esseffedizioni e la Rizzoli. Nel 2005 viene selezionato dall'Accademia Disney e inizia a lavorare, sia con tecniche tradizionali che digitali e vettoriali, per la Walt Disney Company italiana e internazionale collaborando a testate come Power Rangers, Cip e Ciop e alla graphic novel tratta dal film Rapunzel. Si occupa anche di pubblicità, grafica e web art collaborando con alcune agenzie. Sposato dal 2012 con Laura Giunta, vive e lavora a Milano.